# Andrea Lodovichetti
Andrea Lodovichetti (Fano, 28 settembre 1976) è un regista e sceneggiatore italiano. 
Vincitore di un Globo d'oro e altri premi italiani e internazionali, è diplomato in regia al Centro sperimentale di cinematografia e ha lavorato come assistente alla regia di Paolo Sorrentino per i film L'amico di famiglia e Il divo.

## Biografia
Nato a Fano, non ancora maggiorenne lavora come disc jockey in varie discoteche ed emittenti radiofoniche della provincia, dedicandosi successivamente per qualche stagione all'animazione in alcuni villaggi turistici. Nel 1996, durante l'attività di disc jockey, insieme ai due colleghi Mr.Teo, Talo e al musicista Francesco Montesi, pubblica con lo pseudonimo Ploto Dj su label Dance Pollution / Arsenic Sound il Mix vinile di genere Trance/Progressive Inferno, contenente alcuni versetti recitati della Divina Commedia. Dopo il liceo classico si iscrive al Dams di Bologna e parallelamente frequenta il corso biennale di teatro presso il Teatro del Navile. Supera dunque le selezioni ed entra al Centro sperimentale di cinematografia di Roma, presso cui si diploma in regia nel 2006.

### Cortometraggi
Dopo alcuni esperimenti audiovisivi realizzati in giovanissima età, esordisce ufficialmente nel 2002 con il cortometraggio Director's cut – segmenti di una notte, cui segue Untitled – Storie senza nome con il quale ottiene visibilità a livello nazionale anche grazie ad alcuni importanti riconoscimenti, primo tra i quali il premio speciale della giuria per il miglior linguaggio audiovisivo nell'uso di tecnologie per il cinema digitale al concorso Autogrill al Cinema, organizzato da Autogrill e Cinecittà Holding. La premiazione ha luogo il 12 luglio 2003 durante il Festival dei Due Mondi di Spoleto.
Nello stesso anno scrive e dirige L'amore. Quasi. (Oppure no), commedia grottesca interpretata dall'attrice comica Alessandra Faiella. Nei primi due anni di corso presso il Centro sperimentale di cinematografia realizza alcuni cortometraggi girati in pellicola 35mm: Fragile (2005) interpretato da Luigi Diberti e Il Diavolo (2006), liberamente ispirato all'omonimo racconto di Guy de Maupassant ed interpretato da Angela Goodwin e Pietro Bontempo. Il cortometraggio è stato premiato e proiettato in vari festival, tra i quali il Festival del cinema di Salerno (2007). Nel 2007, la studiosa francese Noëlle Benhamou dedica una sezione di un suo saggio a questo cortometraggio ed al suo autore, intitolandolo “Il diavolo (2005) d'Andrea Lodovichetti: du conte noir à la fable métaphysique“.
Nel 2007, come saggio di diploma al Centro sperimentale di cinematografia, realizza il cortometraggio Sotto il mio giardino, tratto da un racconto di Roberto Santini. Questo lavoro ottiene grande successo ed è selezionato e premiato in vari festival in tutto il mondo, vincendo tra l'altro il Globo d'oro nella categoria miglior cortometraggio nel 2009.

### Documentari
Nel 2012 produce e dirige il documentario In viaggio per un sorriso – Tour Spagna 2012 il cui ricavato dalla vendita dei DVD è devoluto ai reparti di pediatria e neuropsichiatria infantile dell'Ospedale Santa Croce di Fano.
Nel 2014 produce e dirige il documentario Missione Ruanda, sull'attività della Onlus Sports Around The World in terra africana. Il lavoro viene premiato durante Sport Movies & Tv - Milano International FICTS Fest organizzato dalla Fédération internationale cinéma et télévision sportifs e all'Overtime Film Festival (2015) tra gli altri.
Nel 2019 scrive, produce e dirige il documentario Pescamare, dedicato alla marineria Adriatica del passato e del presente, l'evoluzione del mondo della pesca e soprattutto l'anima più profonda dei marinai. Il documentario viene proiettato in molti festival nazionali ed internazionali, ottenendo numerosi premi e menzioni. Tra i principali si ricordano: Fiorenzo Serra Int. Film Festival, Mente Locale Film Festival, Kino Duel Int. Film Festival, il Raw Science Film Festival, Cannes World Film Festival, Crown Point International Film Festival, Five Continents International Film Festival, Accolade Competition, Berkeley Video Film Fest, Chatam Kent International Film Festival.
Il documentario viene proiettato anche a Malta, su invito della Malta Film Fundation, in presenza dell’Ambasciatore italiano, S.E. Dott. Mario Sammartino, il Direttore dell’Istituto Italiano di Cultura Dott. Massimo Sarti ed un vasto pubblico.

### Altre attività
Negli anni, è stato membro di giuria per alcuni Festival di cinema, tra i quali L'Amarcort Film Festival, il Tirana International Film Festival, il Malta Short Film Festival, il Ferrara International Film Festival Nel 2008 viene insignito dal Sindaco di Fano della "Fortuna d'Oro", onorificenza che ha lo scopo di esprimere pubblicamente la riconoscenza dell'intera comunità fanese alle cittadine e ai cittadini nati nel comune, in esso residenti o comunque presenti per lungo tempo, che hanno dato lustro a Fano per qualificate ed insigni attività nei settori culturale, scientifico, sportivo, sociale e spirituale. Nel 2009 viene inserito, come uno dei 90 talenti dell'anno nell'ambito della creatività, all'interno dell'annuario Youngblood.
Nel 2010 viene chiamato come testimonial al progetto IWC – Italian World Channel, un portale americano diretto a tutti coloro che amano l'Italia e l'universo italiano. Nel 2013 la rivista di New York UCAN! gli dedica la copertina e un ampio articolo-intervista al suo interno. Nel 2014 prende parte al documentario di Brunella Filì Emergency Exit – young italians abroad dove racconta la sua esperienza a New York; stessa cosa avviene per un reportage sui giovani talenti italiani in America, realizzato da Giuseppe Carreri e Natia Film per Repubblica TV. Nello stesso anno, il CEO del social network Stage32 Richard Botto gli chiede di scrivere la sua esperienza con il regista Paolo Sorrentino che aveva da poco tempo ritirato il Premio Oscar per il film La grande bellezza. Il testo è pubblicato sul social network e, successivamente tradotto in italiano, dal quotidiano La voce di New York.
Nel 2017 è chiamato a scrivere la prefazione del libro "Sette squilli brevi e uno lungo. Il pianista della Concordia" di Antimo Magnotta, edito da Spring Edizioni. Nel 2017 partecipa a due momenti della formazione dei volontari del Passaggi Festival nell’ambito della produzione audio-visuale ed anche della supervisione dei processi di realizzazione di tutto il materiale video, sia promozionale sia informativo. Nel 2019, in collaborazione con il Rotary Club, pubblica "Sovrapensiér", raccolta di poesie in vernacolo fanese. La presentazione, avvenuta presso la Sala Verdi del Teatro della Fortuna in Fano ha avuto un grande successo ed il ricavato della vendita è stato interamente destinato, su precisa volontà dell'Autore, alla Onlus A.D.AM.O di Fano, per uno specifico progetto di assistenza domiciliare oncologico-pediatrica.
Nel 2019 vince l'edizione de "Il galà dei commercianti" come "Fanese dell'anno 2018", evento che premia i migliori talenti della provincia di Pesaro e Urbino Nel 2019 annuncia l'inizio dei lavori per un documentario sul Carnevale di Fano, uno dei più antichi carnevali d'Italia. Il progetto è stato poi momentaneamente sospeso per via della pandemia da Covid19.
Appassionato di dialetti e in particolare quello di Fano, sua città natale, negli anni partecipa a vari concorsi di poesia in vernacolo, ottenendo alcuni riconoscimenti.

## Filmografia

### Cortometraggi
- Director's Cut – Segmenti di una notte (2002)
- Untitled – Storie senza nome (2003)
- L'amore. Quasi. Oppure no (2004)
- Fragile (2005)
- Il Diavolo (2006)
- Sotto il mio giardino (2007)

### Documentari
- In viaggio per un sorriso – Tour Spagna 2012 (2012)
- Sports around the World – Missione Ruanda (2014)
- Pescamare (2019)